# Spirit Lake North Dakota

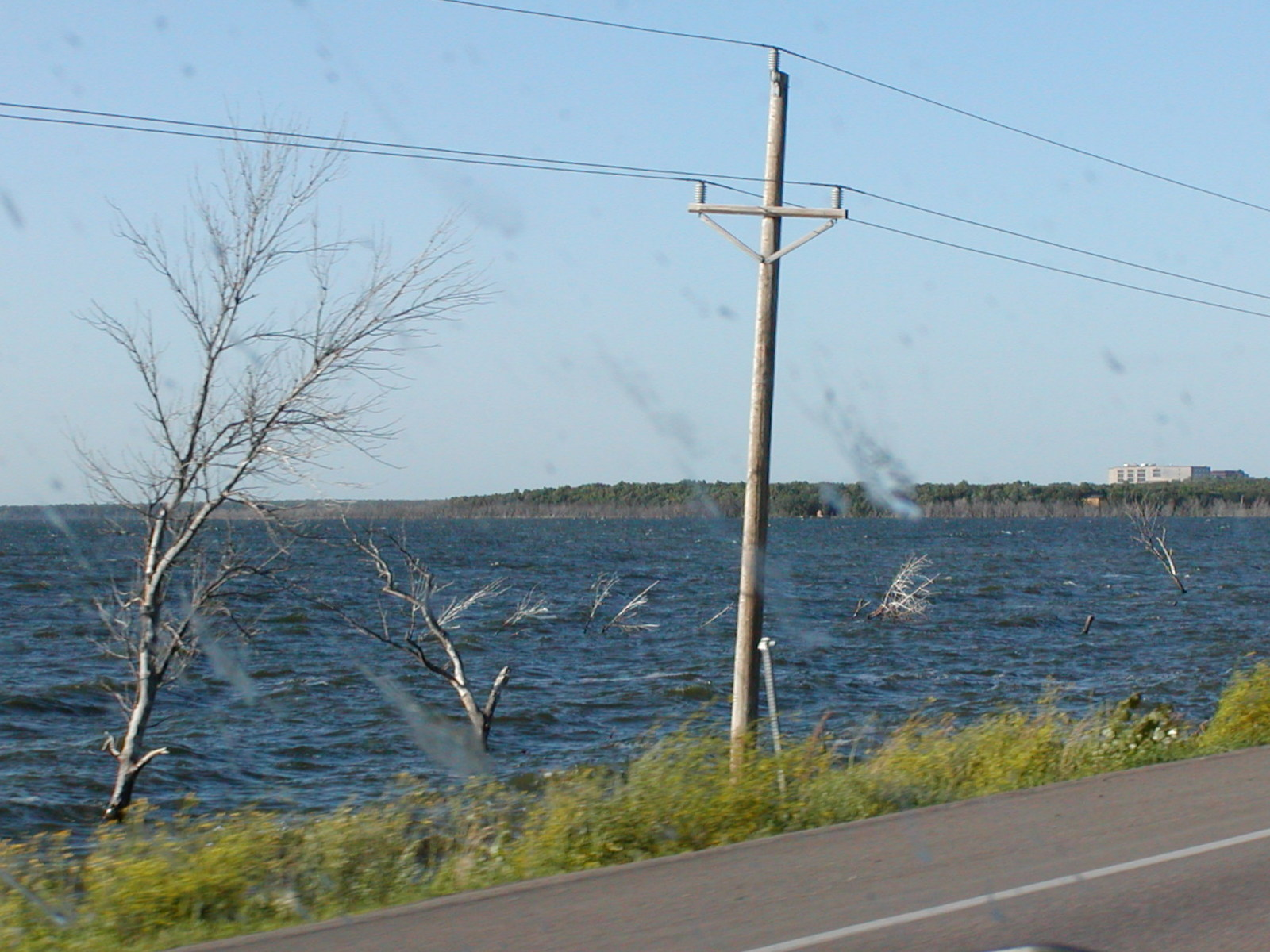
Überschwemmung am Devils Lake

Spirit Lake (Dakota: Mni Wakan Oyate) ist ein von der amerikanischen Bundesregierung anerkannter Dakota-Sioux-Indianerstamm und der Name eines Indianerreservats in North Dakota.
Bis 1996 war der Stamm und das Reservat unter dem Namen Devil’s Lake bekannt, in den 1970er-Jahren auch kurzzeitig als Sisseton-Wahpeton of North Dakota. Die Stammesangehörigen hatten den Sioux-Namen schon immer mit Spirit Lake wiedergegeben.
Die Fläche des Reservats beträgt 1.283,77 km² und umfasst Teile von Benson County, Eddy County, Ramsey County, Wells County und Nelson County. Nach einer Volkszählung von 2010 hatte das Reservat 4435 ständige Bewohner. Nach Angaben des Bureau of Indian Affairs (BIA) hat der Stamm 6700 eingeschriebene Mitglieder, davon leben 4500 in der Reservation. Das Reservat liegt am südlichen Ufer des Devils Lake in North Dakota.
Das Reservat kam des Öfteren in die Schlagzeilen durch die verheerenden Überschwemmungen, die durch den See ausgelöst wurden. Die Reservats-Verwaltung befindet sich in Fort Totten. Auch das BIA betreibt dort einen Stützpunkt.